# Bulbophyllum chondriophorum
Bulbophyllum chondriophorum é uma espécie de orquídea (família Orchidaceae) pertencente ao gênero Bulbophyllum. Foi descrita por François Gagnepain e Gunnar Seidenfaden em 1973.